# Талхіг Шалінський
Талхіг Шалінський (чеч. Шелар Тӏалхиг) (нар. 1800—1861 рр.) — військовий і державний діяч Північно-Кавказького імамату, полководець, уродженець Шалі, представник тайпу курчалой, мудир (генерал — наїб) і начальник артилерії, наїб округів Шалі та Велика Чечня (перша за чисельністю населення та території областей імамату, 290 000 осіб, 4 200 квадратних верст (до 7000 км²)).

## Хронологія

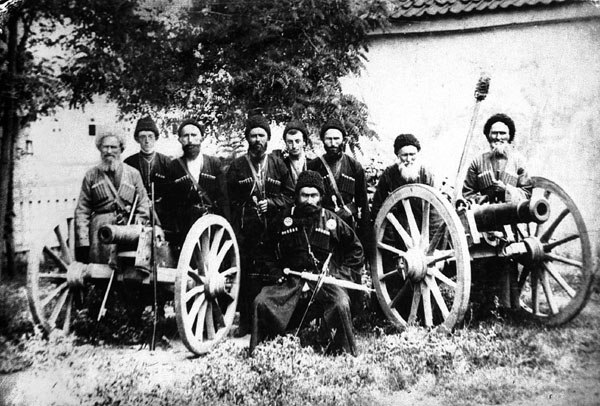
Артилерія наїба Талхіга

Торішнього серпня 1845 року наїбом Чечні призначено Талхіга Шалінського.
Кожен окремий начальник в імаматі мав свій прапор. Значок чеченського наїба Талхіга був великий, чорного кольору (лютий 1851 р.).
Для російських військ нововведення Талхіга виявилися несподіваними. Артилерія Талхіга була практично невловима:
|  | давши кілька пострілів з гармат по царським військам, вона швидко пересувалася на кінській упряжці в інше місце, звідки знову завдавала шкоди військам. Так періодично повторювалося. Драгуни і козаки, які кидалися на звуки пострілів, артилерію на місці не знаходили. Подібна тактика горців отримала у росіян назву «кочові батареї». |

Згідно з архівними документами, вперше тактику нічного артилерійського обстрілу наїб Талхіг застосував в 1848 року проти загону російських військ, які зводили зміцнення Урус-Мартан. П. Павленко у своїй книзі «Шаміль» так описує цей випадок:
|  | «Талхіг, вже раніше добре відомий росіянам як гарний воєначальник, тепер перевершив себе. Вперше показав він у бою горську артилерію, укомплектовану російськими канонірами-втікачами. Вона працювала майстерно і, що найдивовижніше, навіть ночами». |

Навесні 1850 року була зведена укріплена лінія довжиною 4,5 версти (5 км), вона розташовувалась біля Сержан-хутора на лісистому схилі гори біля селища Шалі. Про це шалінському окопі сучасник писав, що Шамілем зведений був упродовж сімсот п'ятдесяти сажнів (1597,5 м) потужний шанець, або як його називали шалінський завал. Названий зміцненням Талхіга (чеч. ТӀелхіган гӀап). Війська окремого Кавказького корпусу в період Кавказької війни три рази штурмували це укріплення.
Г. Властов, згадуючи експедицію в Чечні 1850 року, зазначав: «Стріляючи повільніше, ніж ми, вони стріляють надзвичайно правильно… оскільки наша велика колона… представляє вірну мету їхнім пострілам…». Причина подібної влучності також у природних якостях горян, «які, вправляючись з дитинства в цілісній стрільбі, перевершують будь-якого солдата вірністю погляду».
27 вересня 1851 року Барятинський здобув перемогу над наїбом Талхігом Шалінським поблизу аула Чуртдогай.
30 грудня 1853 року брав участь у битві проти загону генерал-майора Бакланова поблизу аула Гордали.
28 вересня 1854 року спільно з Ескі Мічіковським брав участь у битві проти загону Врангеля на річці Аргун.
Зазвичай у наїбів було по одній гарматі, рідше — по дві. Дві гармати було, наприклад, у Талхіга: «Талгіг був найстаріший по літах і найвпливовіший за заслуги наїб чеченський; Шаміль дуже йому симпатизував і на доказ віддав йому в повне розпорядження дві польові гармати, які і знаходилися завжди в аулі, при потужній варті». «Ми давно полювали цими двома гарматами, але дивовижна обережність, з якою вони використовують гармати, не дозволяла нам ними оволодіти». Це були легка 6-фунтова гармата і гаубиця гірський «єдиноріг», обидва — з передками.
За свідченнями очевидців, гармати були в чудовому стані, коні були сильні та поворотливі, у чепурних упряжках. Як правило, кожна гармата (іноді батарея) позначалася значками з чорним полотнищем.
У січні-лютому 1859 року наїб здався Барятинському. Написав літопис арабською мовою. Похований Талхіг у селі Шалі.

## Пам'ять

Прапор наїба Талхіга

- Італійський художник Георг Коррадині зобразив портрет наїба Талхіга.

- Німецький художник-баталіст учасник Кавказької війни Теодор Горшельт створив портрет Талхіга[12].

- Письменник К. Білевич підполковник Тенгінського полку у своїй поемі «На Валерик» згадує наїба Талхіга[13].

- Одна з маршових пісень Куринського 79-го піхотного полку називається «Набіг на аул Талхіга 1852»[14].

- На околицях міста Шалі розташовується хребет Телхіга (чеч. ТӀелхиган дукъ[15]). Назва дано на ім'я наїба імама Шаміля Телхіга.